# Parabaris hoarei
Parabaris hoarei – gatunek chrząszcza z rodziny biegaczowatych i podrodziny Harpalinae.

## Taksonomia
Gatunek opisali w 2005 roku André Larochelle oraz Marie-Claude Larvière. Holotypem jest samiec, a paratypami 3 samice. Nazwa została nadana na cześć R. J. B Hoare'a.

## Opis
Ciało długości od 9,5 do 10,5 mm, nieco wypukłe, lśniąco brązowe z czułkami, głaszczkami i odnóżami rudymi, błyszczące, bez metalicznego połysku, ogólnie gładkie i bezwłose. Mikrorzeźba na głowie i tułowiu umiarkowanie poprzeczna, a silnie poprzeczna z mikroliniami na pokrywach. Głowa na wysokości oczu węższa od wierzchołka przedplecza, z przodu płaska, a z tyłu nieco wypukła. Głaszczki wrzecionowate, nieścięte wierzchołkowo. Przedostatni człon głaszczków wargowych o 2-4 długich i 1-3 krótkich szczecinkach na przedniej krawędzi. Przedplecze silnie poprzeczne, najszersze około połowy długości, o bokach umiarkowanie wypukłych, zbiegających się ku obrzeżonej, nieco węższej niż nasada pokryw podstawie. Wierzchołek nieco wklęśnięty, a boczne zagłębienia rozszerzone ku tyłowi. Przednie kąty umiarkowanie rozwinięte, tępe, a tylne umiarokowanie rozwinięte, zaokrąglone. Dołki przypodstawowe głębokie i szerokie. Punktowanie przedplecza słabo rozwinięte. Płatek przedpiersia z 3-4 długimi szczecinkami na wierzchołku i kilkoma krótkimi. Episternity zatułowia tak szerokie jak długie. Pokrywy najszersze około połowy długości, o ramionach kanciastych i bez ząbka, przedwierzchołkowym zafalowaniu słabym, rzędach przytarczkowych nieobecnych, międzyrzędach niepunktowanych i nieco wypukłych, a międzyrzędzie 3 z 2 uszczecinionymi punktami przedwierzchołkowo. Edeagus w widoku bocznym silnie łukowaty, o wierzchołku gwałtownie zwężonym, z dyskiem wierzchołkowym częściowo widocznym, a w widoku grzbietowym symetryczny z dyskiem wierzchołkowym zaokrąglenie trójkątnym, a torebką wewnętrzną uzbrojoną.

## Biologia i ekologia
Gatunek nizinny. Zamieszkuje wilgotne lasy. Aktywny nocą, za dnia zaś kryje się pod kamieniami i kłodami.

## Występowanie
Gatunek ten jest endemitem Nowej Zelandii, znanym wyłącznie z Wyspy Północnej.